# آنه لوئیزه هاسینگ
آنه لوئیزه هاسینگ (دانمارکی: Anne Louise Hassing؛ زادهٔ ۱۷ سپتامبر ۱۹۶۷) بازیگر اهل دانمارک است.
از فیلم‌ها یا برنامه‌های تلویزیونی که وی در آن نقش داشته است، می‌توان به شکار، خولتسیوس و پلیکان کامپنی و ابلهان اشاره کرد.
وی همچنین برندهٔ جوایزی همچون جایزه روبرت شده است.